# 트럼프 셔틀

로고

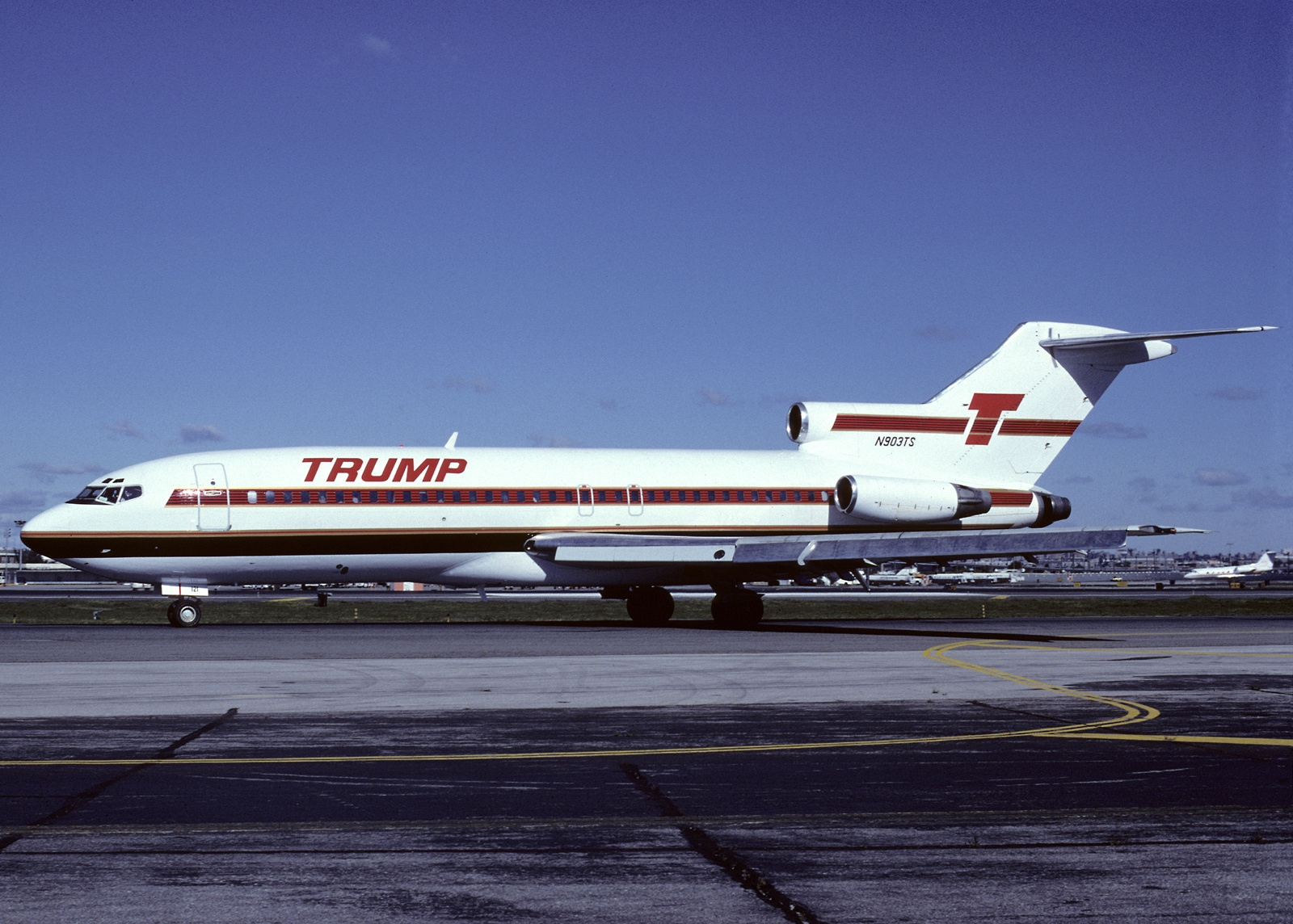
1989년 트럼프 셔틀의 보잉 727-100

트럼프 셔틀 주식회사(Trump Shuttle)는 1989년부터 1992년까지 도널드 트럼프가 소유했던 항공사다. 셔틀 항공편을 운영하는 데 필요한 착륙 권리와 일부 물리적 자산은 원래 이스턴 항공의 일부였으며 이스턴 항공 셔틀로 알려져 있었다. 뉴욕의 라과디아 공항에서 매사추세츠주 보스턴의 보스턴 로건 국제공항 및 워싱턴 D.C.의 로널드 레이건 워싱턴 내셔널 공항까지 보잉 727 항공기로 시간당 항공편을 운항했으며, 다른 목적지로의 전세 서비스도 제공했다. IATA 지정 코드는 TB였다(나중에 TUI 플라이 벨기에가 된 Jetairfly에 재할당됨).
트럼프의 항공 사업 공식 출범은 1988년 3월, 그가 애틀랜틱시티의 리조트 카지노 호텔로 하이 롤러를 셔틀하는 데 사용되었던 리조트 인터내셔널 항공(RIA) 소속 시코르스키 S-61 헬리콥터 3대를 인수하면서 이루어졌다. 녹색과 주황색 헬리콥터 3대는 검은색과 빨간색으로 다시 칠해졌고 트럼프 에어 로고가 새겨졌다.

## 역사

### 설립
1980년대 후반, 이스턴 항공과 팬 아메리칸 월드 항공 모두 미국 북동부에서 항공 셔틀 서비스를 운영하고 있었는데, 두 항공사 전체가 수익을 내지 못했음에도 불구하고 이 서비스는 매우 수익성이 높았다. 1980년대 후반 이스턴의 재정 전망이 더욱 비관적으로 변하면서, 항공사는 노선과 항공기를 판매하기 시작했다. 수익성 있는 셔틀 운영을 브루스 노블스가 이끄는 별도의 회사로 조직하고 현금 마련을 위해 매각할 의도를 가졌다.
이스턴의 회장 프랭크 로렌조는 파티에서 도널드 트럼프를 만났고, 그 후 셔틀을 트럼프에게 3억 6천 5백만 달러에 매각하는 협상을 벌였다. 이는 유사한 항공사를 시작하는 예상 비용보다 많았지만, 항공사가 높은 시장 점유율을 달성한다면 정당화될 수 있는 가격이었다. 그 가격으로 트럼프는 17대의 보잉 727 함대, 셔틀이 운항하는 세 도시 각각의 착륙 시설, 그리고 회사와 항공기에 자신의 이름을 사용할 권리를 얻었다. 이 셔틀은 이전에 비즈니스 여행객을 위한 "프릴 없음" 운영이었지만, 트럼프는 이것을 고급 항공사로 전환할 것이라고 발표했다.
1988년 10월 트럼프와 합의에 도달한 후, 이스턴은 파산 보호 신청을 했다. 많은 승객들이 경쟁사인 팬암 셔틀로 옮겨갔고, 이전에는 수익성이 좋았던 이스턴 셔틀은 손실을 보기 시작했다. 트럼프는 이 상황을 이용하여 더 낮은 가격을 협상하고 이스턴으로부터 추가 항공기를 인수하려고 시도했다. 아메리카 웨스트 항공이 5월 10일에 더 매력적인 경쟁 제안을 제출했지만, 자금 조달이 이루어지지 않아 실패했다. 트럼프의 제안은 1989년 5월 파산 법원에 의해 승인되었다. 1989년 6월, 씨티은행이 주도하는 은행 컨소시엄으로부터 대출을 받아 계약이 완료되었다.
새로운 트럼프 셔틀 운영은 1989년 6월 8일에 시작되었고, 8월 말까지 40-50%의 강력한 시장 점유율을 회복했다. 트럼프는 새로운 셔틀을 고급 서비스이자 트럼프 이름의 마케팅 수단으로 만들기 위해 노력했다. 항공기는 새로운 흰색 도색으로 칠해졌고, 인테리어는 단풍나무 무늬 목, 크롬 안전 벨트 걸쇠, 금색 화장실 비품과 같은 특징으로 다시 꾸며졌다. 항공사는 또한 첨단 기술 채택의 선두 주자였다: 키네틱스와 협력하여 라과디아 기지에 일부 최초의 승객 셀프 서비스 체크인 키오스크를 도입했다; 그리고 승객에게 노트북 컴퓨터를 대여하는 스타트업 기업인 랩스톱과 제휴했다. 항공사는 또한 GTE 에어폰 기내 전화 시스템을 초기에 채택했다. 일부 항공편에서는 치킨과 스테이크를 포함한 무료 식사와 무료 샴페인, 맥주, 와인을 제공했다. 트럼프와 팬암 모두 강력한 경쟁적 위치를 유지하기 위해 이 무렵 수백만 달러를 광고 캠페인에 지출했다.

### 1989년 8월 사고
1989년 8월, 보스턴에 도착하는 트럼프 셔틀 항공편은 인수 전 이스턴 직원들의 정비 오류로 인해 착륙 시 앞바퀴 장치 고장을 겪었다. 트럼프는 사고에 대한 대중의 반응을 관리하기 위해 다음 트럼프 셔틀 항공편으로 보스턴에 직접 날아갔다.

### 재정적 어려움
| (USD 000)   | 1990     | 1991     |
| ----------- | -------- | -------- |
| 영업 수익   | 172,013  | 169,096  |
| 영업 손실   | (40,122) | (24,671) |
| 순 손실     | (68,761) | (58,552) |
| 영업 이익률 | -23.3%   | -14.6%   |
| 순 이익률   | -40.0%   | -34.6%   |

회사는 결코 수익을 내지 못했다. 셔틀의 승객 수는 1989년 11월에 감소하기 시작했다. 1989년 후반, 미국 북동부는 경기 침체에 들어서 수요가 감소했고, 1990년 8월 이라크의 쿠웨이트 침공으로 인해 제트 연료 가격이 두 배로 올랐다. 항공사 운영 비용이 증가하는 동안, 셔틀을 이용하는 많은 기업 고객들이 여행 예산을 삭감하고 있었다. 트럼프의 카지노 사업은 동시에 심각한 어려움을 겪고 있었고, 트럼프는 개인 파산을 피하기 위해 1990년 6월 여러 사업 보유를 은행가들에게 양도해야만 했다. 항공사는 현금이 바닥나 1990년 9월 부채를 불이행했다.
트럼프 셔틀은 이 무렵 셔틀의 여분 항공기를 수익화하기 위해 일부 전세 운항을 수행했다. 1990년 6월, 항공사는 미국 8개 도시 순회 중인 넬슨 만델라를 운송했다. 1990-91년 걸프 전쟁 동안, 항공사는 도버 공군 기지, 찰스턴 공군 기지, 트래비스 공군 기지, 맥코드 필드, 켈리 필드 부속 시설과 같은 주요 국내 기지 간 미국 군인들을 수송하기 위한 정부 계약을 받았다.

### 매각
트럼프는 개인적으로 셔틀 부채 1억 3천 5백만 달러를 보증했다. 불이행 이후, 씨티은행은 트럼프의 개인적 부채 면제 대가로 노스웨스트 항공이 셔틀을 인수하도록 조치했고, 1991년 4월까지 양측 모두 합의에 근접한 것으로 알려졌다. 델타 항공은 7월 경쟁사인 팬암 셔틀을 인수하기로 합의했고, 노스웨스트는 8월 트럼프 셔틀 인수를 취소했다고 발표했다. 이는 트럼프 셔틀 노조가 노스웨스트 직원들과의 동등한 대우를 요구하고 트럼프가 이를 반영하여 가격을 할인하는 것을 거부했기 때문인 것으로 알려졌다. USAir는 궁극적으로 1991년 12월에 트럼프 셔틀의 운영권을 최대 10년간 인수하고, 5년 후 인수 옵션을 갖는 계약을 체결했다. 협상에 참여한 은행가들은 트럼프가 최소 1억 달러, 많게는 1억 1천만 달러의 보증에서 해제되어, 회사 소유권을 정리하면서 2천 5백만에서 3천 5백만 달러의 부채가 남을 것이라고 말했다.
1992년 4월 7일, 트럼프 셔틀은 새로운 법인인 셔틀 주식회사로 합병되면서 존재하지 않게 되었고, 셔틀 주식회사는 1992년 4월 12일부터 USAir 셔틀로 운영을 시작했다. US 에어웨이스는 1997년 11월 19일 셔틀 주식회사의 나머지 부분을 인수했고, 서비스는 그 후 US 에어웨이스 셔틀이라는 이름으로 운영되었다. 셔틀 주식회사는 2000년 7월 1일까지 US 에어 그룹의 자회사로 남아 있다가 US 에어웨이스와 합병되었다. 2015년 10월, US 에어웨이스는 아메리칸 항공과 합병했고, 그 시점에서 셔틀은 아메리칸 항공 셔틀이 되었다.

## 헬리콥터 서비스
트럼프 에어는 라과디아에서 트럼프 셔틀 항공편과의 연결을 제공하기 위해 라과디아 공항과 월 스트리트 헬리포트 간에 정기 헬리콥터 서비스를 운영했다.
트럼프 에어는 또한 1989년부터 1992년까지 뉴욕과 이스트 햄프턴 공항 간, 그리고 웨스트 30번가 헬리포트와 애틀랜틱시티의 스티플체이스 피어 간에 트럼프의 카지노를 위해 운항했다. 시코르스키 S-61과 보잉 치누크 헬리콥터를 조합하여 사용했다. 1988년 3월 22일에 웨스트 30번가 헬리포트와 배더 필드 및 애틀랜틱시티의 스티플체이스 피어 간에 운항하는 승객 24명 수송 가능한 시코르스키 S-61 헬리콥터 3대로 설립되었다. 요금은 49달러에서 125달러였고, 이동 시간은 48분이었다. 헬리콥터 중 하나는 이미 한 달 정도 운항하고 있었다. 트럼프는 머브 그리핀이 리조트 인터내셔널을 인수한 후 1988년 그리핀과의 계약의 일환으로 리조트 인터내셔널 에어였던 헬리콥터를 인수했다.

## 보유 기종
트럼프 셔틀 보유 기종은 다음과 같다.
- 보잉 727-100 8대
- 보잉 727-200 17대